# Usher
Usher, pseudonimo di Usher Raymond IV (Dallas, 14 ottobre 1978), è un cantautore, ballerino e attore statunitense. È considerato uno degli artisti pop ed rnb più influenti della sua generazione e nominato da Billboard l'artista più influente negli Stati Uniti degli anni 2000. Soprannominato "The King of Rnb" il suo album Confessions è stato nominato da alcuni critici il "Thriller della nostra generazione" risultando uno degli album più venduti della storia e il più certificato del secolo. Paragonato a molti a Marvin Gaye per la sua voce soul passionale, è stato indicato come un erede del genere R&B anche da interpreti storici del genere, come Anita Baker. Definito da Slate "'l'unica popstar maschile degli anni 00 in un mondo di dive" e da The Guardian il più grande ballerino/performer dai tempi di Micheal Jackson 
È diventato popolare negli anni novanta come performer R&B, pubblicando gli album My Way nel 1997 e 8701 nel 2001. Il suo successo è continuato anche nel decennio successivo, con l'uscita dell'album Confessions nel 2004, che ha venduto più di 10 milioni di copie solo negli Stati Uniti, catapultandolo tra i più popolari interpreti del genere R&B. Nel 2008 ha pubblicato il suo quinto album, Here I Stand, che ha prodotto la hit Love in This Club, mentre nel 2010 ha pubblicato il suo sesto album d'inediti, Raymond v. Raymond caratterizzato da un sound più dance. Il singolo di lancio, OMG, ha raggiunto le prime posizioni in numerosi paesi, ad esempio negli USA, diventando la sua nona numero uno, rendendolo l'artista con più numero uno del decennio dopo Rihanna. Anche il secondo estratto, DJ Got Us Fallin' in Love, ha ricevuto un'ottima accoglienza. Nel 2011 si è imbarcato nell'OMG Tour, che toccherà diverse città in tutto il mondo. Sempre nello stesso periodo ha collaborato col deejay francese David Guetta nella canzone Without You. Dal 2011 Usher ha venduto più di 60 milioni di dischi in tutto il mondo e ha vinto 8 Grammy Awards. Secondo la Recording Industry Association of America, ha venduto più di 20 milioni di album negli Stati Uniti. Ha anche contribuito alla rapida ascesa al successo del cantante canadese Justin Bieber.
Oltre alla musica Usher ha intrapreso anche altre attività: ha creato la sua etichetta musicale, la US Records, ed è uno dei proprietari della celebre franchigia NBA dei Cleveland Cavaliers. Dalla fine degli anni Novanta ha anche intrapreso la carriera da attore, recitando nel film The Faculty. Inoltre nel maggio del 2014 esce il suo nuovo singolo Good Kisser con recensioni positive. Nel 2024 viene scelto come headliner dell'Halftime Show del Super Bowl.

## Biografia

### Infanzia
Usher Raymond IV nasce a Dallas, Texas il 14 ottobre del 1978. Ad appena un anno, suo padre (morto nel 2008) abbandonò la famiglia. Trascorre la maggior parte della sua infanzia a Chattanooga, Tennessee, dove entra a far parte del coro locale della chiesa, inizia a scoprire il suo talento nel canto. Successivamente si trasferisce con la famiglia ad Atlanta, Georgia, per intraprendere la carriera di cantante.. Nel 1991 entra a far parte di un gruppo R&B. Registrerà solo qualche pezzo perché la band verrà abbandonata; alcune delle tracce registrate con il gruppo, verranno poi ripescate dalla casa discografica di Usher, per inserirle nei successivi album del cantante, con qualche modifica e cantante da solista.
Nel 1992 appare in una puntata del talent show Star Search, dove viene notato da un talent scout della LaFace Records, e viene messo sotto contratto da L.A. Reid. Il suo primo singolo si intitola Call me a mack, che fa anche da colonna sonora al film Poetic Justice.. Al contempo il quindicenne si interessa anche alla recitazione che lo porterà negli anni successivi ad avere successo anche in questo campo.

## Carriera

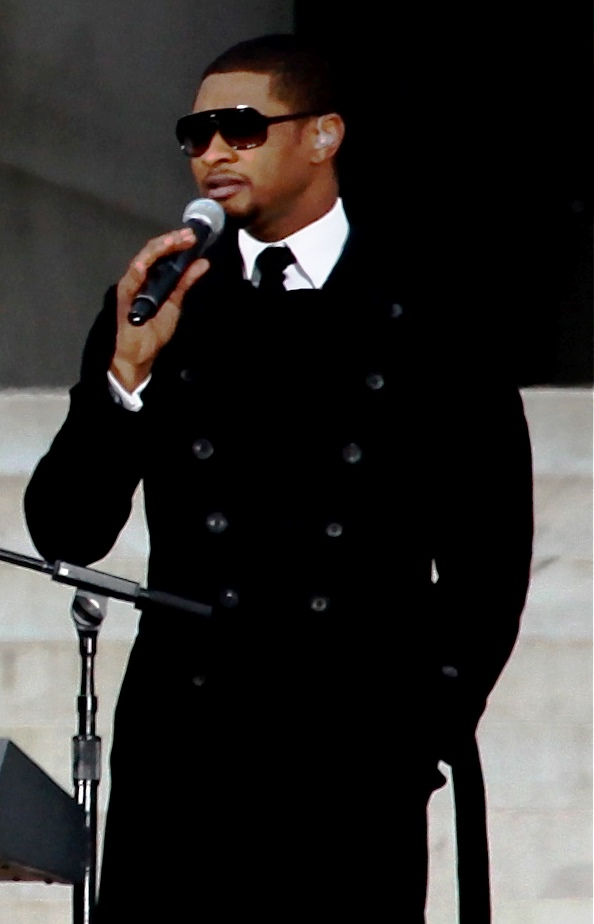
Usher si esibisce al We Are One: The Obama Inaugural Celebration al Lincoln Memorial nel 2009

### 1993-2002:Usher,My Waye8701
Il 30 agosto 1994 esce il suo primo album intitolato proprio Usher sotto etichetta. Le critiche non sono state molto positive inizialmente per l'album, perché considerato troppo insignificante, soprattutto per l'epoca in cui avevano successo canzoni di una ritmica curata e ben studiata, in ogni genere. L'album vede come produttore esecutivo Puff Daddy che produce inoltre altri brani all'interno del CD. Da quest'ultimo vengono estratti i singoli Call me a mack, Think of you e The many ways. L'album riscontra un moderato successo raggiungendo la posizione numero 25 della Billboard R&B e Hip-Hop chart e la 167 della Billboard 200, vendendo poco più di 50 000 copie negli Stati Uniti. L'album contribuisce però a far conoscere il giovane Usher al grande pubblico.
Nei 2 anni successivi duetta con Monica nella canzone Let's Straighten I Out e partecipa all'album benefico della LaFace per le Olimpiadi di Atlanta del 1996 intitolato Rhythm of the games con il brano Dreamin'. Fino al 1996 Usher però riesce ad ottenere una notorietà solo al pubblico statunitense considerando che quest'ultimo ha sempre molto apprezzato la musica R&B.
Nel 1996 il ragazzo solo diciottenne riesce ad ottenere i migliori privilegi discografici ed incontra il rapper Jermaine Dupri; con quest'ultimo stringerà Usher molta amicizia e da lui si procurerà molto materiale per il suo secondo album My Way che uscirà Il 16 settembre del 1997 e che debutta alla posizione numero 4 nella Billboard 200. Il primo singolo scelto è You Make Me Wanna. Il brano raggiunge la posizione numero 2 nella Billboard Hot 100, e resta primo nella classifica R&B e Hip-Hop per 11 settimane. Il singolo viene certificato disco di platino dalla RIAA, e questo porterà il ragazzo ad essere uno dei cantanti più affermati del mondo R&b in America del momento, pur comunque essendo conosciuto poco mondialmente.
Il secondo estratto da My way è Nice and Slow, una ballata che vale ad Usher la sua prima numero 1 nella Billboard Hot 100; il pezzo è stato certificato platino ed ha avuto vendite discrete in Europa, dove Usher ha raggiunto anche lì una lieve notorietà. Il terzo singolo è la title track che raggiunge la seconda posizione nella Billboard Hot 100 e fa continuare ad Usher la sua scalata alla notorietà in Europa soprattutto nei paesi occidentali; probabilmente il grande successo ottenuto è da attribuire dalle presenze nell'album e nello spettacolo di Monica che in quel momento in tutto il mondo stava ricevendo fama grazie alla sua unica hit mondiale "The Boy Is Mine" con Brandy, ed anche di Jermaine Dupri che si stava affermando sempre di più come rapper. Nel 1999 inoltre venne pubblicato il singolo "Bedtime" che inizialmente non doveva essere estratto dall'album ma che visto il successo del ragazzo venne deciso di pubblicare ma per diventare una delusione, perché non diede nessun risultato; nonostante ciò l'album vende più di 6 milioni di copie in America e 8 in tutto il mondo. In seguito Usher partecipa a diverse tappe dei tour di Puff Daddy, Mary J. Blige e Janet Jackson. Nello stesso periodo Usher viene richiesto in alcune pellicole cinematografiche, ed anche n diverse soap opera americane che hanno tutte un discreto successo e che piazzano Usher anche sul piano di attore. Contemporaneamente Usher vince anche il suo primo Grammy Award per il miglior singolo maschile R&B You Make Me Wanna.
Il 23 marzo del 1999 viene pubblicato Live prima raccolta dal vivo del cantante che vende oltre 500 000 copie negli States. Questi risultati portano la casa discografica ad affidare Usher a dei produttori più richiesti e costosi per adottare sound meno comuni e portare finalmente Usher all'apice del successo; per questo verranno ripescati poi molti testi che Usher scrisse in passato per il gruppo cui faceva parte, modificati e modernizzati, e soprattutto inseriti nel terzo album del cantante, pubblicato all'inizio del 2001, All About U, trainato dal singolo Pop Ya Collar (numero 2 nel Regno Unito), però da basso successo mondiale; ma sfortunatamente le tracce finiscono anticipatamente su Napster programma ormai archiviato, e dopo un freddo riscontro da parte del pubblico, la Arista Records rimanda la data di uscita e Usher torna in studio per registrare altri brani.
Il 7 agosto 2001 viene pubblicato 8701 (così chiamato in riferimento alla sua data di uscita, e alle date di riferimento della sua carriera musicale) che raccoglie grandi consensi di pubblico e di critica. I primi 2 singoli U Remind Me e U Got It Bad raggiungono entrambi la numero 1 nella Billboard Hot 100 mentre U Don't Have to Call raggiunge la posizione 2, U-Turn viene realizzato come quarto e ultimo singolo. In questo periodo collabora con P.Diddy e Loon in I Need A Girl che raggiunge la seconda posizione nella Billboard Hot 100. 8701 vende 4 milioni di copie in America e 7 in tutto il mondo. Nel 2002 vincerà un altro Grammy Awards nel campo R&B e si preparerà per il suo quarto album in contemporaneo alla carriera cinematografica e in collaborazioni discografiche.

### 2004-2007:Confessions

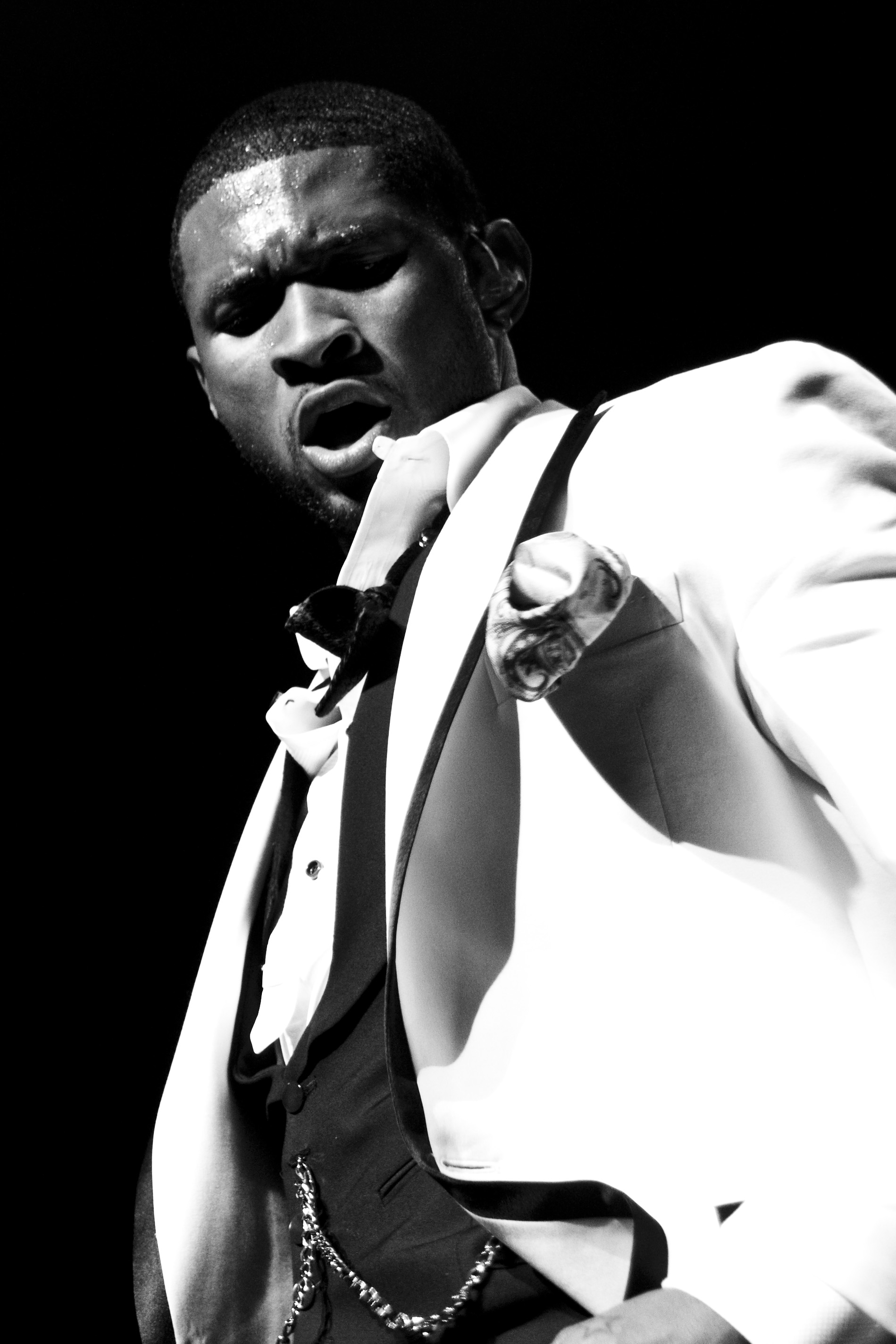
Usher nel novembre 2009

Come per il terzo album i produttori del quarto album di Usher saranno diversi e porteranno delle musiche più nuove, e ciò verrà dimostrato dalle vendite elevate.
L'album Confessions esce nel marzo del 2004, vendendo nella prima settimana un milione di copie negli Stati Uniti trainato dal successo di Yeah!, prodotta da Lil Jon, beatmaker di Atlanta leader del genere crunk (hip hop da club cadenzato e duro), ed a cui partecipa Ludacris. Yeah balza al vertice di tutte le classifiche internazionali e diventa il singolo più venduto negli States nel 2004.
Seguono la ballata Burn e la originale Confessions Part II. Entrambi i singoli entrano in top 10 in America contemporaneamente al lead single Yeah!, rendendo Usher l'unico artista singolo della storia della Billboard hot 100 ad avere 3 singoli in contemporanea in top 10. Nel novembre dello stesso anno esce la ristampa di Confessions, contenente 4 tracce aggiuntive e un remix con il rapper Fabolous di Throwback. Tra i 4 inediti spicca il singolo My Boo, duetto con Alicia Keys che otterrà un ottimo successo come singolo. Il quinto e ultimo singolo estratto da Confessions è Caught Up. Alla fine Confessions viene certificato 10 volte disco di platino per vendite superiori ai 10 milioni. L'album ha finora venduto oltre 20 milioni di copie in tutto il mondo, diventando l'album più venduto nella carriera dell'artista.

### 2008-2011:Here I StandeRaymond v. Raymond
Per promuovere l'uscita del quinto album, il singolo Love in This Club è entrato nella programmazione radiofonica nel febbraio 2008, e raggiungendo la vetta della Billboard Hot 100, dove è rimasto per tre settimane consecutive. L'album Here I Stand è stato pubblicato a maggio ed ha venduto 433 000 copie soltanto nella prima settimana. Hanno fatto seguito i singoli Love in This Club, Part II, che vede la partecipazione di Beyoncé Knowles e Lil Wayne, Moving Mountains e Trading Places, tutti e tre entrati nella Top 20 della Hot R&B/Hip-Hop Songs chart.
Il 18 gennaio 2009 Usher si è esibito insieme a Stevie Wonder e Shakira al concerto We Are One: The Obama Inaugural Celebration at the Lincoln Memorial, in onore dell'insediamento nel presidente degli Stati Uniti Barack Obama. Inoltre il 7 luglio 2009 ha presenziato alla cerimonia realizzata in memoria di Michael Jackson presso lo Staples Center di Los Angeles.
A cavallo fra marzo ed aprile è stato pubblicato Raymond v. Raymond, sesto album di Usher, anticipato ad ottobre dal singolo Buzz, che sembra raccontare della separazione del cantante con l'ex moglie Tameka. Il 7 aprile 2010 Raymond v. Raymond ha debuttato alla prima posizione della classifica Billboard 200, diventando il terzo album consecutivo dell'artista alla prima posizione, vendendo circa 329,107 copie nella prima settimana di pubblicazione. Il primo singolo estratto, OMG ha raggiunto la vetta della Billboard Hot 100 e delle più importanti classifiche mondiali tra cui quella del Regno Unito e quella dell'Australia. Successivamente collabora con Pitbull per il singolo DJ Got Us Fallin' in Love presente nell'album Raymond v. Raymond. La canzone ottiene un ottimo successo in tutto il mondo raggiungendo la top ten nella maggior parte dei mercati. Per promuovere l'album il cantante si imbarca anche in un tour mondiale, l'OMG Tour.

### 2011-2014:Looking 4 MyselfeThe Voice

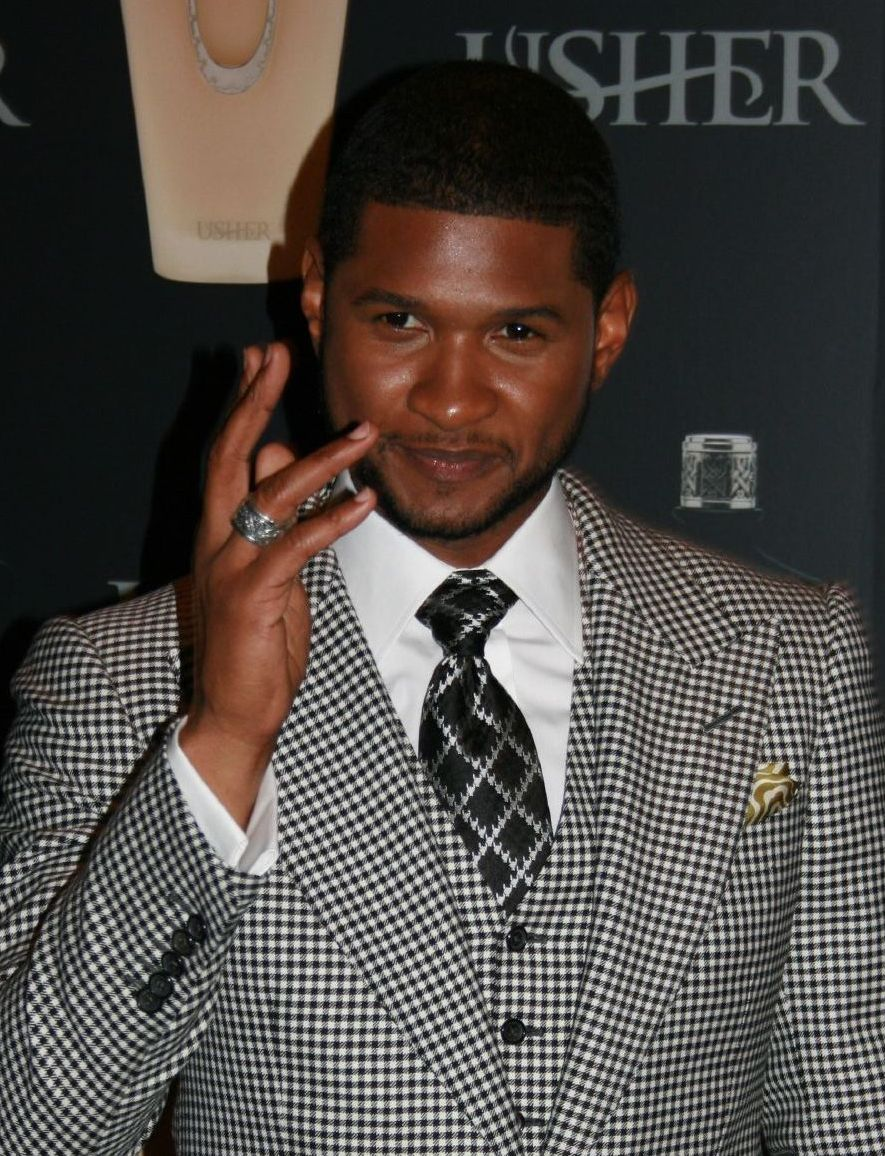
Usher nel 2007

Nell'inverno 2011 Usher collabora col DJ David Guetta nella canzone Without You, terzo estratto dall'album di Guetta Nothing but the Beat, che ha ottenuto grande successo entrando nei primi dieci posti di numerose classifiche internazionali. Il primo singolo ufficiale, estratto dall'album nel febbraio 2012, è stato Climax, un pezzo electro-soul che ha riscosso successo nelle classifiche generali ma soprattutto in quelle R&B, dove è rimasto al primo posto per 9 settimane consecutive. Il secondo singolo, estratto un mese dopo, è stato Scream, pezzo più dance che ha ottenuto buoni piazzamenti ovunque. L'album, è uscito l'8 giugno 2012, nonostante le vendite più basse del previsto (128 000 copie nella prima settimana), si è subito piazzato ai primi posti di numerosi mercati. Nel 2013, Usher, sostituito Cee Lo Green come allenatore per la quarta stagione di The Voice. Il suo ultimo atto, Michelle Chamuel, ha perso il titolo vincente contro Danielle Bradbery, sotto la guida di Blake Shelton. È tornato per la sesta stagione e ha vinto il suo ultimo atto con Josh Kaufman.
Il 19 marzo 2013, Usher ha annunciato che il suo ottavo album in studio, intitolato UR, era in lavorazione.
Il 25 agosto 2014, Usher ha annunciato il suo UR Experience Tour a sostegno del suo allora inedito album in studio UR. L'esperienza UR è iniziata a Montreal, in Québec, il 1 novembre e si è chiusa a Tampa, in Florida. il 14 dicembre. La tappa nordamericana delle 27 città è stata supportata dall'apertura di DJ Cassidy. La tappa europea del tour ha visitato 23 città e il supporto sarebbe stato il duo Nico & Vinz. "Con The UR Experience, voglio offrire ai miei fan uno spettacolo dal vivo in continua evoluzione pieno di sorprese e ospiti speciali", afferma Usher, tramite un comunicato stampa. Durante il tour, con la collaborazione di Honey Nut Cheerios, pubblicò "Clueless", una nuova canzone che poteva essere scaricata gratuitamente usando un codice dalle scatole appositamente contrassegnate di Honey Nut Cheerios acquistate da Walmart.

### 2015-2017:Hard II LoveeHands of Stone

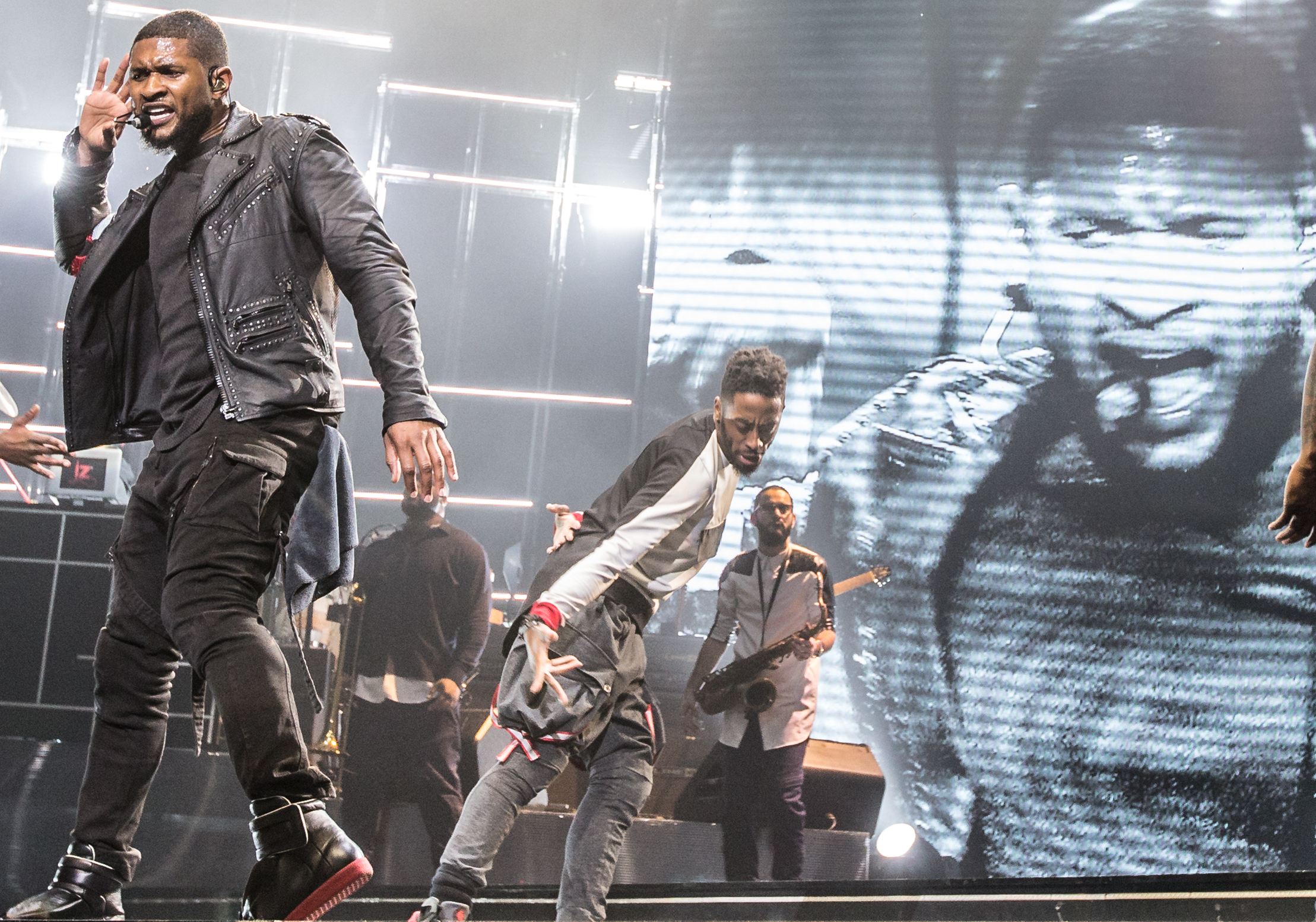
Usher al URX Tour nel 2014

Il 16 ottobre 2015, Usher ha pubblicato un video musicale interattivo esclusivamente sulla piattaforma di streaming musicale Tidal chiamata "Chains", che vede protagonisti l'artista Nas e Bibi Bourelly. "Chains" costringe letteralmente lo spettatore ad affrontare il problema della profilazione razziale e della brutalità della polizia frontalmente: utilizzando la webcam sul computer dello spettatore e la tecnologia di riconoscimento facciale, "Chains" fa una pausa a metà del brano ogni volta che gli occhi dello spettatore si discostano dal video. Usher ha eseguito la canzone per la prima volta al concerto di Tidal X: 1020 il 20 ottobre 2015, presso la Barclays Arena di Brooklyn. Il 14 gennaio 2016, dopo continui ritardi del suo ottavo album, Usher annunciò tramite Instagram che ha cambiato il titolo dell'album da UR a Flawed. È stato programmato per essere pubblicato nell'aprile 2016, ma è stato respinto senza data di uscita. Il 29 febbraio 2016, Yuna pubblicò "Crush" come primo singolo del suo prossimo album. Il 9 giugno 2016, Usher ha pubblicato un nuovo singolo dal suo atteso album Flawed sulla piattaforma di streaming musicale Tidal intitolato "No Limit" con Young Thug, insieme a un secondo singolo intitolato "Crash" il 10 giugno per tutte le piattaforme digitali.
Il 12 giugno 2016, è stato riferito che Raymond ha firmato un accordo di gestione con il partner commerciale Scooter Braun. Braun rappresentava già Justin Bieber e aveva una joint venture con Raymond e Bieber. Questo rapporto è stato confermato da Usher durante un'intervista a sedere con Ryan Seacrest al 73º festival annuale di Cannes il 21 giugno 2016. Il 26 agosto 2016, Hands of Stone è stato presentato in anteprima mondiale. "Missin U" è stato anche pubblicato come terzo singolo dalla RCA Records per lo streaming online e il download digitale, insieme a "Champions", entrambi su Vevo. Il 30 agosto, "Rivals" con Future è stato pubblicato e ha debuttato esclusivamente su Tidal con il suo video di accompagnamento. È stato pubblicato su Vevo il 2 settembre 2016. Il 13 settembre 2016, sia "Missin U" che "Rivals" sono stati inviati alla radio come terzo e quarto singolo dell'album.
L'album Hard II Love è stato pubblicato il 16 settembre 2016 e ha ricevuto recensioni generalmente positive dalla critica di musica contemporanea. Ha debuttato al numero 5 nella Billboard 200 e ha venduto 28 000 copie negli Stati Uniti nella sua prima settimana. È diventato anche il suo settimo album consecutivo nella top ten negli Stati Uniti. Il 16 dicembre 2016, Chris Brown ha pubblicato "Party" come secondo singolo del suo prossimo album Heartbreak on a Full Moon con Usher e Gucci Mane.

### 2018-presente: "A"

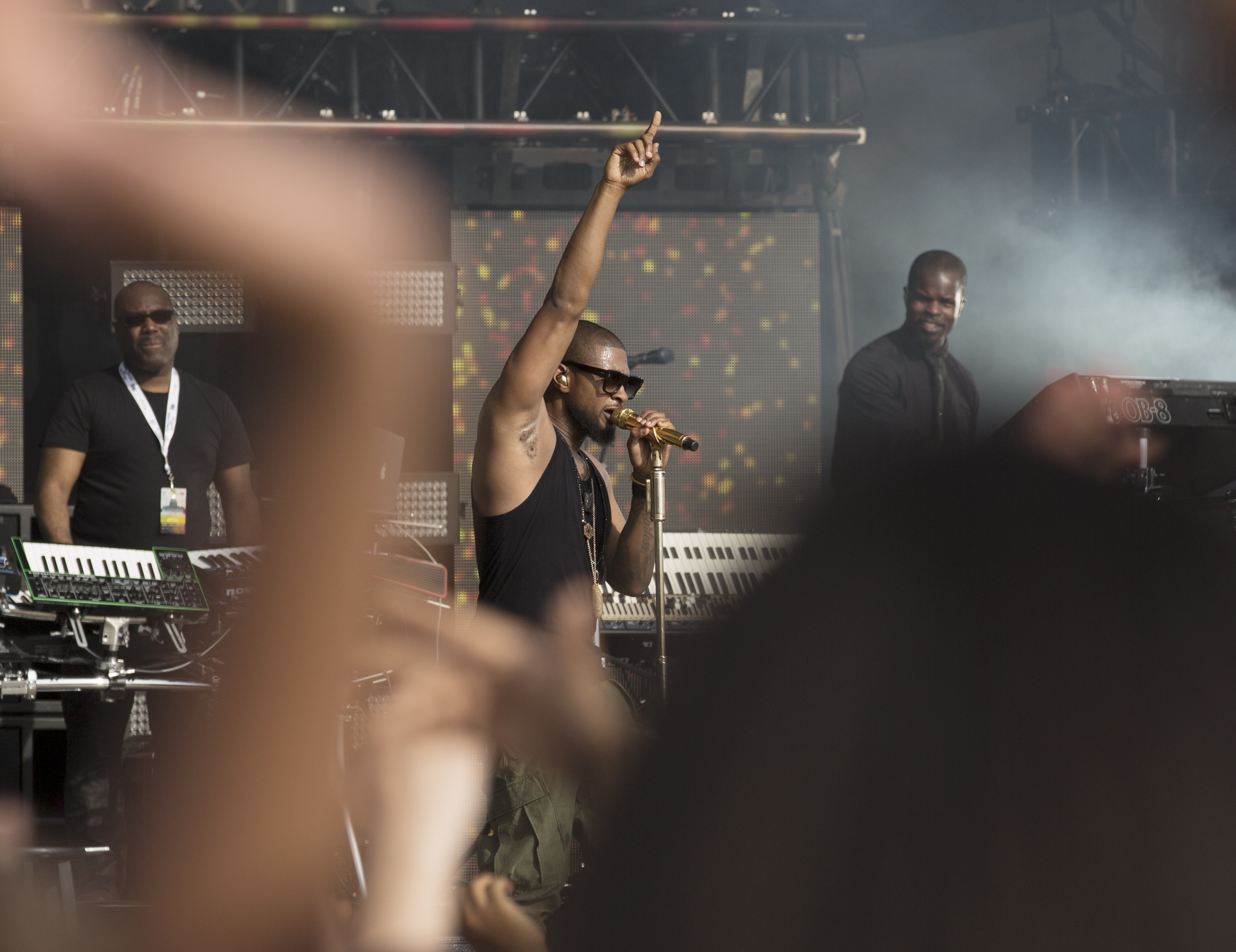
Usher inaugura il Global Citizen Festival 2015

Il 12 ottobre 2018, Usher ha pubblicato il suo nono album in studio, intitolato semplicemente "A". La tracklist ufficiale contiene 8 brani con Future e Gunna. L'album è stato prodotto interamente da Zaytoven, che in precedenza aveva collaborato all'album Raymond v. Raymond di Usher come coproduttore del singolo "Papers".
Usher ha avuto un cameo nel film poliziesco Hustlers, che è stato pubblicato il 13 settembre 2019, con Jennifer Lopez, Constance Wu, Keke Palmer, Cardi B e Lili Reinhart. Nel settembre 2019, la regista Lorene Scafaria ha dichiarato alla rivista Vulture che il suo cameo è stato scritto nella sceneggiatura nel 2016, prima che il film entrasse in sviluppo. Usher è apparso nella colonna sonora del film, con il suo singolo "Love in This Club".
Nel marzo 2019, Usher ha pubblicato una sua foto in studio accanto a una lavagna con le parole "Confessions 2" e una tracklist offuscata. Il giorno seguente il produttore Jermaine Dupri, ha presentato su Instagram in anteprima nuova musica.
Il 15 giugno 2019, Usher, al fianco di Erykah Badu, ha presieduto il secondo Smoking Grooves Festival annuale al Queen Mary Events Park di Long Beach, in California.
Il 10 settembre 2019, DJ Black Coffee ha pubblicato il suo singolo "Lalala" con Usher dal suo prossimo album. Ha raggiunto il numero 1 nelle classifiche di airplay del Sudafrica. Usher è apparso sull'album di debutto di Summer Walker "Over It", uscito il 4 ottobre 2019.
Il 13 dicembre 2019, Usher ha pubblicato il singolo Don't Waste My Time, con la cantautrice britannica Ella Mai per il suo prossimo nono album in studio. È stato co-prodotto dai collaboratori di lunga data Bryan-Michael Cox e Jermaine Dupri. Il 26 gennaio 2020 si esibisce ai Grammy Awards in un tributo alla leggenda musicale Prince, cantando e ballando il brano Kiss. Nei mesi successivi l'artista collabora con il rapper Tyga nel brano California per la colonna sonora dello show Songland, a 16 anni da grandissimo successo di Yeah, lavora per la seconda volta con Ludacris e Lil Jon in SexBeat. Il 26 pubblica il singolo I Cry, dedicato alle vittime afroamericane della violenza della polizia statunitense.
Successivamente Usher annuncia una residency a Las Vegas per il 2021 e promuove il progetto con performance televisive in cui esegue anche alcuni suoi vecchi successi. L'artista annuncia inoltre che per ogni biglietto venduto sarà devoluto un dollaro alla sua associazione non profit Usher's New Look. In seguito all'annuncio Usher pubblica il singolo da solista Bad Habits e la collaborazione con Kiana Ledé This Day. Dopo essersi dedicato a un lungo tour stanziale nella città di Las Vegas, nel 2023 pubblica il singolo GLU.

## Abilità artistica

### Stile musicale e influenze
La musica di Usher è generalmente R&B, ma incorpora anche pop tra altri generi. Nella sua musica parla principalmente di stile di vita, relazioni e amore.
In molte occasioni, Usher ha nominato Michael Jackson come la sua più grande influenza. Altre influenze musicali sono Marvin Gaye, Stevie Wonder, Luther Vandross, Frankie Beverly, Al Green e Boyz II Men.

## Altre attività

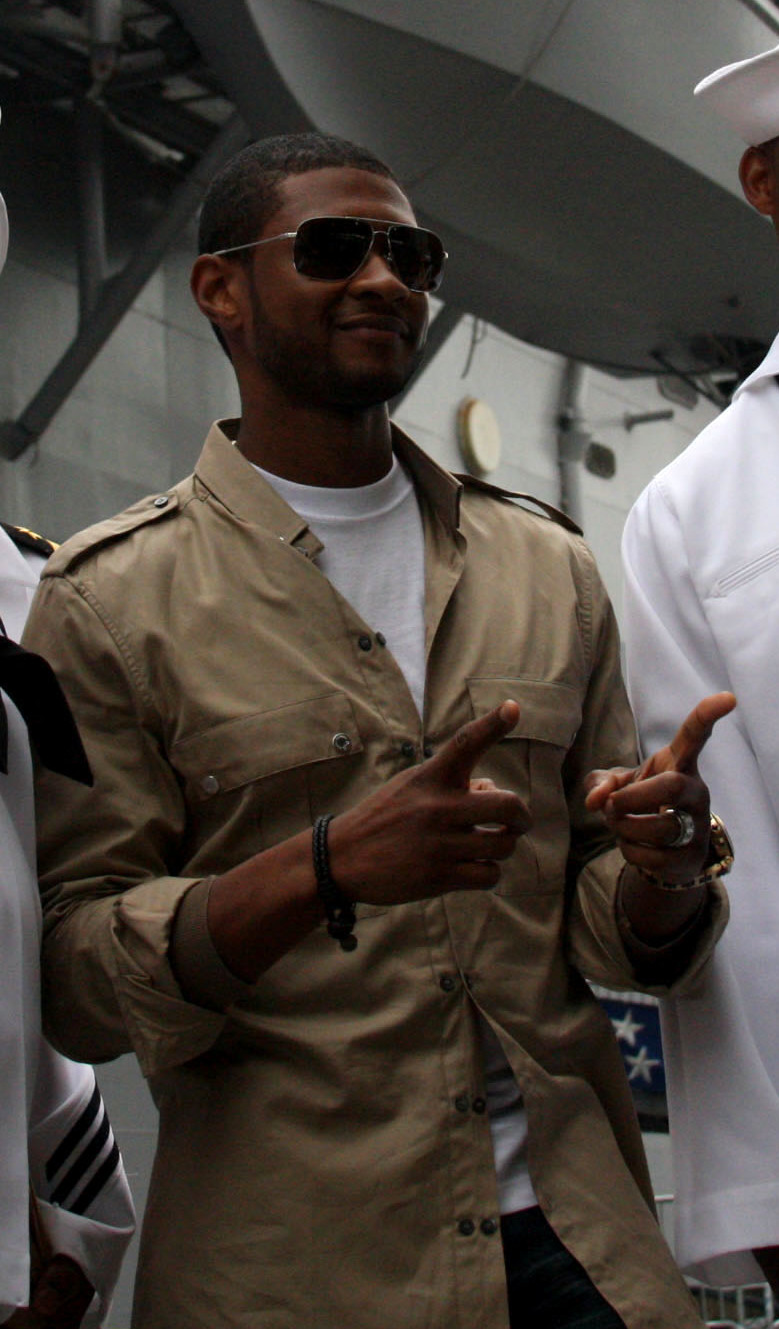
Usher a bordo della USS Kearsarge nel 2008

### Recitazione
Usher ha debuttato come attore per la serie televisiva Moesha, a cui segue un ruolo nel film The Faculty. Inoltre compare anche nella celebre soap opera Beautiful (vi interpreta il ballerino Raymond), in Settimo cielo, in Walker Texas Ranger, in Killers e nel film TV Disney Geppetto.
Nel novembre 2005, Usher è il protagonista del film prodotto dalla Lions Gate, In the Mix. Il 22 agosto 2006 Usher ha debuttato nel ruolo di Billy Flynn nel musical di Broadway Chicago.

### Musica
Nel 2002 Usher ha fondato la Vanity Label una casa di produzione discografica, sussidiaria della J Records, distribuita dalla Sony BMG. Il primo album pubblicato dalla Vanity è stato la colonna sonora del film In the Mix. Fra gli artisti prodotti dalla Vanity ci sono Rico Love, gli One Chance, Justin Bieber e Rayan, per i quali Usher è anche compositore.
Sempre nel 2002 partecipa al "Christmas In Washington" e si esibisce in alcuni brani natalizi duettando con la cantautrice Mandy Moore.

### Prodotti e servizi
Inoltre Usher ha anche prestato il proprio nome per una linea di profumi., Usher for Men ed Usher for Women, e dal 2008 ha firmato una linea di biancheria intima.

### Investimenti
Usher è in parte proprietario della squadra di basket professionale Cleveland Cavaliers. Fa parte di un gruppo che ha acquistato la squadra con un prezzo di acquisto totale dichiarato di $375 milioni nel 2005. È diventato il terzo artista pop a possedere una grande partecipazione in una squadra NBA. Durante il suo mandato, i Cleveland Cavaliers hanno vinto cinque campionati della Central Division, tre Eastern Conference Champions e il campionato NBA 2016 il 19 giugno 2016, vinto come proprietario di minoranza.

## Vita privata
È stato fidanzato dal 2001 al 2004 con la cantante Rozonda Thomas e il 5 agosto del 2007 Usher ha sposato la stilista Tameka Foster con una cerimonia privata ad Atlanta. La coppia ha avuto un figlio, Usher Raymond V, il 26 novembre 2007, mentre il 10 dicembre 2008, è nato il secondogenito, Naviyd Ely Raymond.
All'inizio del 2009 si inizia a parlare del divorzio della coppia e a novembre 2009 si separa ufficialmente dalla moglie Tameka ed ottiene l'affidamento congiunto di tutte e due i figli. Il 7 luglio 2012, Kyle Glover, figliastro di Usher, (nato dal precedente matrimonio di Tameka) è stato investito da una moto d'acqua nel lago Lainer ad Atlanta, in Georgia, ed è stato dichiarato cerebralmente morto.
Nel 2015, dopo 6 anni di fidanzamento, ha sposato Grace Miguel ma nel marzo 2018 i due annunciano la separazione.
L'11 febbraio 2024 sposa Jennifer Goicoechea, dalla quale ha avuto due figli: Sovereign, nata nel 2020, e Sire, nato nel 2021.

## Discografia

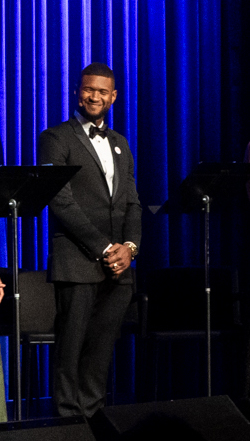
Usher al Kennedy Center nel 2019

- 1994 - Usher
- 1997 - My Way
- 1999 - Live
- 2001 - 8701
- 2004 - Confessions
- 2008 - Here I Stand
- 2010 - Raymond v. Raymond
- 2012 - Looking 4 Myself
- 2016 - Hard II Love
- 2020 - A
- 2024 - Coming Home

## Filmografia

### Cinema
- The Faculty, regia di Robert Rodriguez (1998)
- Kiss Me (She's All That), regia di Robert Iscove (1999)
- Light It Up, regia di Craig Bolotin (1999)
- Texas Rangers, regia di Steve Miner (2000)
- In the Mix - In mezzo ai guai (In the Mix), regia di Ron Underwood (2005)
- Killers, regia di Robert Luketic (2010)
- Justin Bieber: Never Say Never, regia di Jon M. Chu (2011) – documentario
- Scary Movie V (Scary Movie 5), regia di Malcolm D. Lee (2013)
- Muppets 2 - Ricercati (Muppets Most Wanted), regia di James Bobin (2014)
- Vite da popstar (Popstar: Never Stop Never Stopping), regia di Akiva Schaffer e Jorma Taccone (2016)
- Hands of Stone, regia di Jonathan Jakubowicz (2016)
- Chris Brown: Welcome to My Life, regia di Andrew Sandler (2017) – documentario
- Burden, regia di Andrew Heckler (2018)
- Le ragazze di Wall Street - Business Is Business (Hustlers), regia di Lorene Scafaria (2019)
- Bad Hair, regia di Justin Simien (2020)

### Televisione
- Moesha – serie TV, 4 episodi (1997-1999)
- Beautiful (The Bold and the Beautiful) – soap opera, 9 episodi (1998)
- Terra promessa (Promised Land) – serie TV, episodio 3x20 (1999)
- Il famoso Jett Jackson (The Famous Jett Jackson) – serie TV, episodio 3x01 (2000)
- Geppetto, regia di Tom Moore – film TV (2000)
- The Twilight Zone – serie TV, episodio 1x15 (2002)
- Sabrina, vita da strega (Sabrina, the Teenage Witch) – serie TV, episodio 6x13 (2002)
- Settimo cielo (7th Heaven) – serie TV, episodio 7x10 (2002)
- American Dreams – serie TV, episodio 1x7 (2002)
- Soul Food – serie TV, episodio 4x07 (2003)
- Dave – serie TV, episodio 3x03 (2023)
- Thriller 40 - documentario (2023)

## Doppiatori italiani
Nelle versioni in italiano delle opere in cui ha recitato, Usher è stato doppiato da:
- Fabrizio Vidale in Texas Ranger, Scary Movie 5
- Luca Bottale in In the Mix - In mezzo ai guai
- Simone Mori in Kiss Me
- Nanni Baldini in Beautiful
- Alessio Nissolino in Vite da popstar
- Danilo Bruni in Geppetto

## Premi[82]
| - Billboard-AURN R&B/Hip-Hop Awards - 2002 Top R&B/Hip-Hop Artist - 2002 Top R&B/Hip-Hop Singles Artist - 2002 Top R&B/Hip-Hop Singles Artist - 2005 Top Artist - 2005 Top Male Artist - 2005 Top Singles Artist - BET Awards - 2002 Best R&B Male Artist - 2004 Best R&B Male Artist - 2005 Best R&B Male Artist - 2004 Viewers Choice Award - NAACP Image Awards - 2005 Outstanding Male Artist - Nickelodeon Kid's Choice Awards - 2002 Favorite Male Singer - 2005 Favorite Male Singer - 2005 Favorite Song ("Burn") - Soul Train Music Awards - 1998 Best R&B/Soul Single ("My Way") - 2002 Best R&B Performance ("U Remind Me") - 2002 Best R&B/Soul Single Male ("U Remind Me") - 2005 Best Male R&B-Soul Single ("Confessions Part II") - 2005 Best R&B-Soul Album ("Confessions") - 2005 Best R&B-Soul Single By a Group or Duo ("My Boo", with Alicia Keys) - 2005 Best R&B-Soul or Rap Music Video ("Yeah", with Ludacris and Lil Jon) - Grammy Awards - 2001 R&B Male Vocal Performance ("U Remind Me") - 2002 R&B Male Vocal Performance ("U Don't Have To Call") - 2005 R&B Performance by a Duo or Group With Vocals (My Boo", with Alicia Keys) - 2005 Contemporary R&B Album ("Confessions") - 2005 Rap/Sung Collaboration ("Yeah", with Ludacris and Lil Jon) - People's Choice Awards - 2004 Favorite Male Singer - 2004 Favorite Combined Forces ("Yeah", with Ludacris and Lil Jon) - Billboard Music Awards - 1998 R&B Artist of the Year - 1998 Hot 100 Singles Artist of the Year - 2004 Artist of the Year - 2004 Billboard 200 Artist of the Year - 2004 Billboard 200 Album of the Year ("Confessions") - 2004 Hot 100 Artist of the Year - 2004 Hot 100 Single of the Year ("Yeah", Usher with Ludacris and Lil Jon) - 2004 Hot 100 Airplay Single of the Year ("Yeah", Usher with Ludacris and Lil Jon) - 2004 Mainstream Top 40 Artist of the Year - 2004 Mainstream Top 40 Single of the Year - 2004 R&B/Hip-Hop Artist of the Year - 2004 R&B/Hip-Hop Album of the Year ("Confessions") - 2004 R&B/Hip-Hop albums Artist of the Year ("Confessions") | - NRJ Music Awards - 2005 International Male Artist of the Year - VH1 Awards - 2004 Big Musical Artist - MTV Video Music Awards - 2004 Best Male Video ("Yeah", Usher with Ludacris and Lil Jon) - 2004 Best Dance Video ("Yeah", Usher with Ludacris and Lil Jon) - MTV Europe Music Awards - 2004 Best Male Artist - 2004 Best Album ("Confessions") - American Music Award - 2004 Favorite Male Artist – Pop or Rock - 2004 Favorite Album – Pop or Rock ("Confessions") - 2004 Favorite Male Artist – Soul / Rhythm & Blues Music - 2004 Favorite Album – Soul / Rhythm & Blues Music ("Confessions") - Radio Music Awards - 2004 Hip-Hop Artist of the Year - 2004 Hip-Hop Song of the Year ("Yeah", Usher with Ludacris and Lil Jon) - 2004 Cingular Wireless Artist of the year - First Annual Nordic Music Awards - 2004 Top Male Artist - The Source Awards 7th Annual - 2004 R&B Artist of the Year - 2004 R&B/Rap Collabo of the Year ("Yeah", Usher with Ludacris and Lil Jon) - MOBO Awards - 2004 Best R&B Act - World Music Awards - 2005 Male Entertainer of the Year - 2004 Best Selling Male Artist - 2004 Best Selling Male Pop Artist - 2004 Selling Best Male R&B Artist - Teen Choice Awardss - 2002 Favorite R&B Artist - 2002 Best Love Song ("U Got It Bad") - 2004 Favorite Album ("Confessions") - 2004 Favorite R&B Artist - 2004 Favorite R&B Track ("Yeah", Usher with Ludacris and Lil Jon) - 2004 Favorite Hook Up ("Yeah", Usher with Ludacris and Lil Jon) - ASCAP Awards - 2002 Pop Music Award ("U Got It Bad") - 2002 Pop Music Award ("Nice & Slow") - 2002 Pop Music Award ("You Make Me Wanna") - Blockbuster Awards - 2002 Favorite Male Singer - The 2005 MuchMusic Video Awards - Best International Video – Artist ("Caught Up") |